# Фокеев, Виталий Витальевич
Вита́лий Вита́льевич Фоке́ев (15 февраля 1974 года, Ростов-на-Дону) — российский стрелок, выступавший в дисциплине дубль-трап, двукратный чемпион мира, победитель Европейских игр, участник трёх Олимпиад.

## Биография
Виталий Фокеев начал заниматься стендовой стрельбой в 1994 году, с того же времени выступает на международных соревнованиях.
В 2002 году он впервые поднялся на подиум этапа Кубка мира, став третьим на этапе в Шанхае, показав в дубль-трапе результат 138 (из 50 возможных).
В 2004 году Фокеев дебютировал на Олимпиаде, но в Афинах занял десятое место, уступив в перестрелке за право выхода в финальный раунд. Через четыре года в Пекине российский стрелок тоже не пробился в число финалистов, став 16-м с результатом 130 баллов.
В промежутке между двумя Олимпиадами Фокеев одержал первую победу на Кубке мира (в 2006 году на этапе в Китае) и стал чемпионом мира, выиграв первенство в Загребе, показав стопроцентный результат в финальном раунде.
Перед Играми в Лондоне Фокеев был обладателем мирового рекорда в квалификации, который он установил в марте 2011 года в США (148 удачных выстрелов). В квалификации россиянин поразил 139 мишеней и стал четвёртым, что дало ему возможность выступить в финале. Там он набрал 45 очков и с результатом 184 балла стал пятым, проиграв всего один выстрел Василию Мосину и кувейтцу Аль Дихани, которые разыграли между собой бронзовую медаль.
В 2015 году на первых Европейских играх в Баку Фокеев стал чемпионом, победив в финале венгра Ричарда Богнара со счётом 29-26.
В 2017 году одержал победу на чемпионате мира по стендовой стрельбе в дабл-трапе.
Осенью 2017 года спортсмен завершил карьеру в связи с тем, что Международный олимпийский комитет (МОК) принял решение исключить дабл-трап из программы Олимпийских Игр-2020. Фокеев перешёл на тренерскую работу с детьми в родном Липецке.